# Strela (paravojaška enota)
Strela (izvirno srbsko Munja) je bila paravojaška skupina, ki je delovala kot pomožna formacija specialnih policijskih enot Ministrstva za notranje zadeve Srbije med kosovsko vojno.

## Zgodovina
Enota ni imela nobene prave bojne vrednosti, ampak se je večino časa ukvarjala z ropanjem in ustrahovanjem lokalnega albanskega prebivalstva.

## Organizacija
Enota je bila sestavljena iz 30 do 50 mož, ki so se nenehno menjavali. Imeli so lahko oborožitev kot nekaj oklepnih bojnih vozil, ki so bila nastanjena v vojašnici Vojske Jugoslavije v Peći. Pripadniki enote so nosili iste kamuflažne uniforme kot pripadniki specialnih policijskih enot z dodatkom našitka strele.

## Poveljstvo
Poveljnik skupine je bil Nebojša Minić, medtem ko je bil operativni častnik Vitomir Salipur, policijski častnik.